# Rudolf Diesel
Rudolf Christian Karl Diesel (Parijs, 18 maart 1858 – Noordzee, 29 september 1913) was een Duitse werktuigbouwkundige. Hij is de uitvinder van de dieselmotor.

## Levensloop

### Jeugd en jongere jaren
Diesel werd geboren in Parijs als zoon van Theodor Diesel en Elise Strobel, Duitse migranten die in 1848 op de vlucht waren geslagen voor de Duitse revolutie. Vader Diesel was een goed verdienende zelfstandige leerbewerker en boekbinder. Diesel woonde in Parijs tot 1870, het jaar dat de Frans-Pruisische oorlog uitbrak. Op 28 augustus van dat jaar werd het bevel afgekondigd dat iedereen die niet van Franse afkomst was, het land moest verlaten. Het gezin Diesel verliet daarop begin september Parijs, en vertrok naar Londen. 
Op 1 november 1870 vertrok Diesel alleen van Londen naar het Beierse Augsburg, de geboortestad van zijn vader. Daar vond hij bij zijn oom Christoph Barnickel en diens echtgenote Betty voor vijf jaar onderdak als pleegkind. Deze oom was docent wiskunde aan een middelbare school in Augsburg, en Rudolf Diesel werd aan dezelfde school ingeschreven. In 1873 voltooide hij de opleiding als  beste van zijn jaar. De twee volgende schooljaren ging hij naar de in hetzelfde gebouw gevestigde industrieschool. In de zomer van 1875 sloot hij ook deze opleiding als beste af. Na de zomer schreef hij zich in aan de Technische Universiteit München, waar hij in 1880 afstudeerde.

### Werk, onderzoek en ontwikkeling
Na zijn afstuderen werd Diesel assistent van zijn voormalig hoogleraar Carl von Linde, en werkte mee aan de ontwikkeling van moderne koeltechniek. In 1881 werd hij directeur van het productiebedrijf. In de volgende jaren bleef hij voor Linde apparatuur ontwikkelen, en verwierf vele patenten in Duitsland en Frankrijk. 
In 1890 verhuisde Diesel met zijn familie naar Berlijn, waar hij de onderzoek- en ontwikkelingsafdeling van de Linde's bedrijf ging leiden. Hij nam ook plaats in de raad van bestuur van enige andere bedrijven. Hiernaast deed hij eigen onderzoek. Op basis van de theorie van de thermodynamica wilde hij een efficiëntere motor ontwikkelen, en kwam daarbij tot de ontwikkeling van de verbrandingsmotor. In 1892 vroeg hij hiervoor zijn eerste patent aan in Berlijn.

### Overlijden
Op 29 september 1913 verdween Diesel onder verdachte omstandigheden van het stoomschip SS Dresden dat van Antwerpen naar Harwich voer. Hij was met zijn vriend Georges Carels op weg naar de aandeelhoudersvergadering van zijn Consolidated Diesel Manufacturing company. Tevens zou hij de eerste paal slaan voor een Britse Diesel-fabriek, en overleg plegen met de Britse marine over het inbouwen van dieselmotoren in onderzeeërs. 's Avonds dineerde hij nog met vrienden, 's ochtends was hij spoorloos. Zijn bagage stond onaangeroerd in zijn hut, het bed was onbeslapen. Vreemd genoeg bleek bij het onderzoek dat de naam Diesel niet voorkwam op de passagierslijst. Mogelijk heeft hij zelfmoord gepleegd vanwege zijn slechte financiële situatie. Een andere mogelijkheid die wordt geopperd is dat de Duitse Geheime Dienst zijn contact met de Britse regering zou hebben willen verhinderen, en grove middelen heeft gebruikt. 
Het Nederlandse loodsschip Coertsen stuitte later in de Roompot op het gedeeltelijk ontbonden lichaam van Diesel, maar borg het niet. Na het ontdaan te hebben van enkele persoonlijke bezittingen werd het weer overboord gezet, zoals in die tijd gebruikelijk was. Diesels zoon Eugen identificeerde de bezittingen later als die van zijn vader.

### Personalia
Op 24 november 1883 trouwde Diesel te München met Martha Flasche. Uit dit huwelijk werden Rudolf Diesel jr. (26 november 1884), Hedwig (15 oktober 1885) en Eugen Diesel (3 mei 1889) geboren. Deze laatste zou in 1939 een boek over hem en zijn motor schrijven.

## Werk
Aan de Technische Universiteit München had Diesel colleges gevolgd bij professor Carl von Linde, die thermodynamica doceerde en er voortdurend op hamerde dat het rendement van de bestaande stoommachines amper 10% bedroeg, en dat dus 90% van de energie zonder meer verloren ging. Hier ligt de aanzet van Diesels jarenlange experimenteren en ontwerpen, die uiteindelijk leidden tot een eerste patent in 1892 en een volwaardige, nieuwe verbrandingsmotor in 1897.

### Eerste dieselmotor

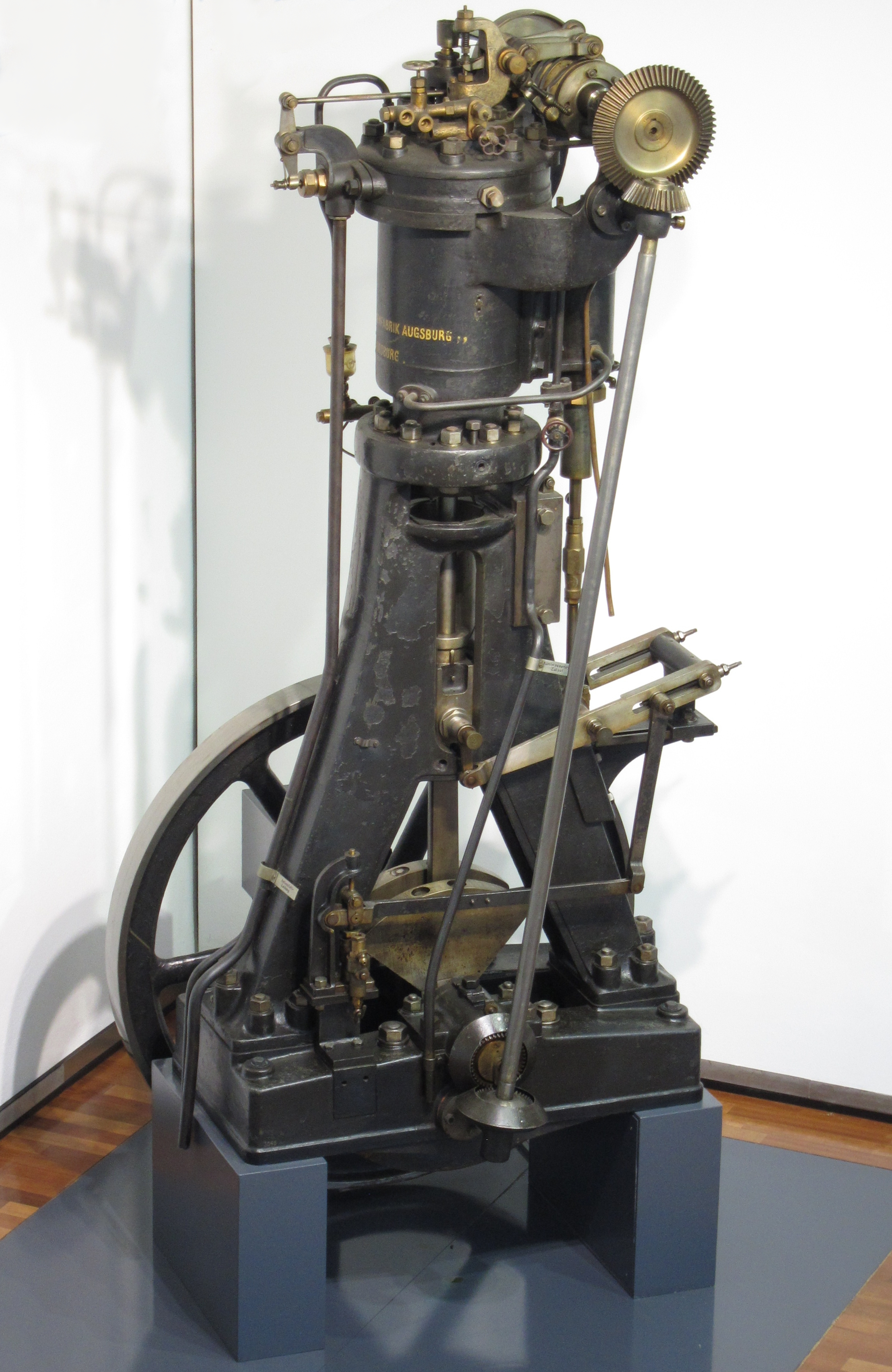
Eerste dieselmotor

Rond 1882 was Rudolf Diesel van plan om een motor met een veel hoger rendement dan de stoommachine te ontwikkelen. Het was Diesels idee om lucht tot een dusdanig hoge druk te comprimeren dat in die gecomprimeerde en daardoor zeer hete lucht ingespoten brandstof tot ontbranding zou komen, zonder ontstekingsmechanisme. 
Op 28 februari 1892 werd Diesel patent nummer 67207 verleend op het idee in een verbrandingsmotor het brandstofmengsel door hoge compressie te ontsteken. Diesel heeft het idee voor zijn motor gepubliceerd in het boek Theorie en constructie van een rationelen warmte-motor. 
Een belangrijke mijlpaal werd gehaald in 1894 toen het eerste prototype van Diesels motor voor het eerst liep gedurende ongeveer één minuut. Dit prototype was ruim 3 meter hoog en haalde een compressie van 80 atmosfeer. Een verbeterd prototype werd gebouwd in 1897 in de Maschinenfabrik Augsburg Nürnberg.

### Patentdisputen
Door het succes van zijn uitvinding raakte Diesel betrokken in verschillende patentdisputen, mede door overeenkomsten met een door Herbert Akroyd Stuart in 1890 uitgevonden machine. Na lange juridische strijd haalde Diesel zijn gelijk en werd zijn uitvinding bekend als de dieselmotor. Onderwijl werkte Diesel door aan de verdere ontwikkeling van zijn motor. Een Amerikaanse brouwer was de eerste commerciële gebruiker van de dieselmotor.
De Gentse firma Carels verwierf in 1894 als eerste ter wereld een licentie voor de bouw van dieselmotoren.

### Verdere ontwikkelingen
Na experimenten met poederkool, pindaolie en dierlijk vet bleek de Dieselmotor het beste te draaien op petroleum en later op een speciaal ontwikkeld aardolieraffinaat, dat dieselolie genoemd zou worden. De motor werd later dankzij de ontwikkeling van de inspuitpomp door Robert Bosch vooral een succes voor de zwaardere vervoermiddelen.
In eerste instantie is Diesel (meervoudig) miljonair geworden. Hij heeft dit geld echter verspeeld door onder andere slechte investeringen, technische problemen met de eerste dieselmotoren en geldverslindende proceskosten wegens patentrechten.
Aanvankelijk werden de motoren dus niet gebruikt voor de aandrijving van voertuigen, maar voor zogenaamd stationair gebruik (bijvoorbeeld de aandrijving van machines in een fabriek), dit heet ook wel industriemotor.
In 1910 kreeg het onderzoeksschip Fram als eerste zeeschip een dieselmotor.  Pas in 1915 werd een dieselmotor ingebouwd in een MAN-vrachtwagen, waarna Mercedes-Benz vlak voor de Tweede Wereldoorlog de eerste Diesel-personenauto presenteerde.

## Trivia
- Diesel stond ook bekend als esperantist. Hierover deed hij de volgende uitspraken:
"Sedert vele jaren ben ik geïnteresseerd in het Esperanto. Deze internationale hulptaal voldoet aan een basisvoorwaarde opdat de meeste volkeren ze zou waarderen en ze verder blijft bestaan in een natuurlijke verbinding met de belangrijkste talen in de geniale eenvoud en de logica van haar structuur.
Deze taal bekijk ik uit het standpunt van een ingenieur, wiens betrachtingen gericht zijn op het sparen van energie... Het doel van Esperanto is tijd, energie, arbeid en geld te sparen en de internationale betrekkingen te versnellen en te vereenvoudigen.
Vanuit dit standpunt is het moeilijk de tegenstand te begrijpen, die nog voorkomt tegen het invoeren van een zaak die zo nuttig is voor het mensdom. Ik ben van mening dat het invoeren van het Esperanto een absolute noodzaak is voor de vrede en cultuur."
Das Esperanto ein Kulturfaktor, 1913

## Publicaties
- Theorie und Konstruktion eines rationellen Wärmemotors zum Ersatz der Dampfmaschine und der heute bekannten Verbrennungsmotoren, 1886.
- Theory and Construction of a Rational Heat Motor. 1894. Engelse vertaling door Bryan Donkin.
- Theorie en constructie van een rationelen warmte-motor brochure uit 1893.

Patenten
- Diesel engine, US 542846
- Internal-combustion engine, US 608845 A